# Benedetti
Benedetti ist ein ursprünglich patronymisch gebildeter italienischer Familienname mit der Bedeutung „Sohn des Benedetto“.

## Namensträger
- Anton Benedetti-Pichler (1894–1964), austroamerikanischer Chemiker
- Arturo Benedetti Michelangeli (1920–1995), italienischer Pianist
- Benedetto Benedetti (Bischof) († 1629), italienischer römisch-katholischer Bischof
- Benedetto Benedetti (Drehbuchautor) (1924–2014), italienischer Autor und Filmproduzent
- Caterina Benedetti (* 2000), argentinische Beachhandballspielerin
- Cesare Benedetti (* 1987), italienischer Radrennfahrer
- Corrado Benedetti (1957–2014), italienischer Fußballspieler und -trainer
- Cristoforo Benedetti (1657–1740), italienischer Bildhauer und Architekt
- Daniele Benedetti (* 1995), italienischer Segler
- Dean Benedetti (1922–1957), US-amerikanischer Tenorsaxofonist
- Enrico Bendetti (* 1940), italienischer Eishockeyspieler
- Flavio Ferri-Benedetti (* 1983), italienischer Countertenor
- Franco Benedetti (* 1932), italienischer Ringer
- Gaetano Benedetti (1920–2013), italienischer Psychotherapeut und Spezialist für therapeutische Imagination
- Georges Benedetti (1930–2018), französischer Politiker
- Gianluigi Benedetti (* 1959), italienischer Diplomat
- Giordano Benedetti (* 1989), italienischer Leichtathlet
- Giovanni Benedetti (Bischof von Treviso) (1370–1437), italienischer Ordensgeistlicher (Dominikaner) und Bischof von Treviso
- Giovanni Benedetti (1917–2017), italienischer Geistlicher, Bischof von Foligno
- Giovanni Battista Benedetti (1530–1590), italienischer Mathematiker, Physiker, Astronom, Architekt und Philosoph
- Josefina Benedetti (* 1953), venezolanische Komponistin
- Julia Benedetti (* 2004), spanische Skasteboarderin
- Luigi Benedetti (* 1951), italienischer Sprinter
- Marco Benedetti (* 1950), italienischer EU-Beamter
- Marianne Dürst Benedetti (* 1961), Schweizer Politikerin (FDP)
- Mario Benedetti (1920–2009), uruguayischer Schriftsteller
- Michele Benedetti (Kupferstecher) (1745–1810), italienischer Kupferstecher
- Michele Benedetti (Sänger) (1778–nach 1828), italienischer Opernsänger (Bass)
- Michele Benedetti (Archäologe) (1940–1998), italienischer Archäologe
- Michele Benedetti (Wasserspringer) (* 1984), italienischer Wasserspringer
- Nicola Benedetti (Moderner Fünfkämpfer) (* 1985), italienischer Moderner Fünfkämpfer
- Nicola Benedetti (* 1987), schottische klassische Violinistin
- René Benedetti (1901–1975), französischer klassischer Violinist und Musikpädagoge
- Rino Benedetti (1928–2002), italienischer Radrennfahrer
- Sacha Benedetti (* 1972), deutsch-französischer Komponist, Medien- und Theaterkünstler
- Sandro Benedetti (1933–2024), italienischer Architekt, Architekturhistoriker und Hochschullehrer
- Silvano Benedetti (* 1965), italienischer Fußballspieler
- Simone Benedetti (* 1992), italienischer Fußballspieler
- Teodoro Benedetti (1697–1783), italienischer Bildhauer und Architekt
- Vince Benedetti (* 1941), US-amerikanischer Jazzmusiker
- Vincent Benedetti (1817–1900), französischer Diplomat